# 23819 Tsuyoshi
23819 Tsuyoshi è un asteroide della fascia principale. Scoperto nel 1998, presenta un'orbita caratterizzata da un semiasse maggiore pari a 2,7831338 UA e da un'eccentricità di 0,0797433, inclinata di 3,36741° rispetto all'eclittica.